# Vùng đô thị Rotterdam–Den Haag
Vùng đô thị Rotterdam–Den Haag (tiếng Hà Lan: Metropoolregio Rotterdam Den Haag) là một vùng đô thị bao gồm các thành phố Rotterdam và La Hay cũng như 21 đô thị khác.
Vùng đô thị được thành lập vào năm 2014. Khu vực này có dân số hơn 2 triệu rưỡi trên 1130 km2. Cảng lớn nhất châu Âu và nhiều tổ chức quốc tế cư trú trong biên giới của nó.
Khu vực này cũng là một phần của khu vực đô thị lớn hơn được gọi là Randstad. Giao thông hàng không được hỗ trợ bởi Sân bay Rotterdam-The Hague cung cấp dịch vụ cho một số thành phố châu Âu, tuy nhiên phần lớn khách du lịch sử dụng Sân bay Amsterdam Schiphol, cách La Hay khoảng 45 km. RandstadRail cung cấp phương tiện giao thông công cộng đường sắt nhẹ trong khu vực và tàu điện ngầm Rotterdam, The Hague tram, xe điện Rotterdam và các chuyến tàu thường xuyên của đường sắt Hà Lan là các chế độ phổ biến cho giao thông công cộng trong khu vực.

## Các khu tự quản
| Khu tự quản            | Dân số    | Tổng diện tích [km²] |
| ---------------------- | --------- | -------------------- |
| Rotterdam              | 635389    | 325.79               |
| The Hague              | 527748    | 98.12                |
| Zoetermeer             | 124971    | 37.05                |
| Westland               | 106752    | 90.58                |
| Delft                  | 101400    | 24.06                |
| Nissewaard             | 84929     | 98.74                |
| Schiedam               | 77920     | 19.86                |
| Leidschendam-Voorburg  | 74788     | 35.62                |
| Vlaardingen            | 71972     | 26.69                |
| Capelle aan den IJssel | 66712     | 15.40                |
| Lansingerland          | 60904     | 56.37                |
| Pijnacker-Nootdorp     | 53420     | 38.61                |
| Rijswijk               | 51742     | 14.49                |
| Barendrecht            | 48474     | 21.73                |
| Ridderkerk             | 45743     | 25.26                |
| Hellevoetsluis         | 38778     | 46.27                |
| Maassluis              | 32493     | 10.12                |
| Krimpen aan den IJssel | 29120     | 8.95                 |
| Wassenaar              | 26101     | 62.37                |
| Albrandswaard          | 25163     | 23.76                |
| Midden-Delfland        | 19244     | 49.38                |
| Brielle                | 16976     | 31.14                |
| Westvoorne             | 14463     | 97.48                |
| Tổng                   | 2.279.459 | 1.257,84             |